# Ivan Della Mea
Ivan Della Mea (né Luigi Della Mea, à Lucques le 16 octobre 1940  et mort à Milan  le 14 juin 2009) est un romancier, journaliste, auteur-compositeur-interprète et militant politique italien.

## Biographie

### Jeunesse
Luigi Della Mea est né à Lucques, sa famille a déménagé à Milan quand il était enfant. Il travaille dans une usine puis pour un petit journal.  

### Carrière
En 1956, il rejoint le parti communiste italien (PCI) et  commence une carrière de chanteur et compositeur en dialecte milanais.  
Dans les années 1960, il fait partie du mouvement italien Nuova canzone politica et avec Gianni Bosio, il est l'un des fondateurs du Nuovo Canzoniere Italiano.  
À partir des années 1990, il est directeur de l'« Institut Ernesto De Martino  » à Sesto Fiorentino.  
En tant qu'écrivain, il  publie dans les années 1980 et 1990, notamment trois romans, des livres de science-fiction  et des articles en tant que journaliste. Avec son frère Luciano, il a écrit pour Il Grandevetro et a travaillé à l'Unità et à Liberazione . 
Le militant politique italien Luciano Della Mea (it) (1924-2003) est son frère aîné.

## Discographie

### Albums
- Io so che un giorno (1966, LP)
- Il rosso è diventato giallo (1979, LP)
- La balorda (1972, LP)
- Se qualcuno ti fa morto (1972, LP)
- Ringhera (1974, LP)
- Fiaba grande (1975, LP)
- La piccola ragione di allegria (1978, LP)
- Sudadio giudabestia (1979, LP)
- Sudadio giudabestia 2 (1980, LP)
- Karlett (1983, LP)
- Ho male all'orologio (1997, CD)
- La cantagranda forse walzer (2000, CD)

### EP et 45 tours
- Ballate della violenza (1962, EP)
- Ho letto sul giornale (1964, EP)
- La mia vita ormai (1965, EP)
- O cara moglie/Io ti chiedo di fare all'amore (1966, 45 rpm)
- Ciò che voi non dite/La linea rossa (1967, 45 rpm, with G.Marini)
- La nave dei folli (EP, 1972)

## Littérature
- Il sasso dentro , 1990; éditions Interno Giallo
- Se nasco un'altra volta ci rinuncio , 1992; Éditions Interno Giallo
- Sveglia sul buio , 1997; éditions Est
- Un amore di luna, 1994,  Asfalto, Granata Press.